# جيان كريستوف باهيباك
جيان كريستوف باهيباك (بالفرنسية: Jean-Christophe Bahebeck)‏ لاعب كرة قدم فرنسي يلعب حاليا مع نادي باريس سان جيرمان ويلعب كجناح ويتميز هذا اللاعب بسرعته ومهارته كما أنه يلعب مع منتخب فرنسا للشباب ابتدأ مع منتخب فرنسا تحت 16 لكنه لم يحرز أي هدف ومن ثم انتقل إلى منتخب فرنسا تحت 18 وبدأ مستواه بالتحسن في ذلك الوقت حيث لعب 6 مباريات أحرز خلالها هدفين.

## مسيرته الرياضية

### باريس سان جيرمان
بدأ باهيباك مسيرته الرياضية مع نادي باريس سان جيرمان حيث كان يلعب مع فريق الشباب ولعب مع النادي في موسم 2010-2011 حيث ظهر في 11 مباراة دون أن يحرز أي هدف وفي موسم 2011-2012 لعب مع النادي 8 مباريات دون ان يحرز فيها أي هدف وفي موسم 2014-2015 عاد ليلعب مع النادي حيث شارك في 15 مباراة وأحرز خلالها هدفين وما زال يلعب مع النادي حتى الآن.

### نادي تروا
في شهر أغسطس من عام 2012 انتقل باهيباك على سبيل الإعارة إلى نادي ترويز في موسم 2012-2013 واختار الرقم 19 الذي هو الرقم المماثل لعمره ولعب معهم 27 مباراة أحرز خلالها 3 أهداف.

### نادي فالينسيان
في شهر يونيو من عام 2013 انتقل باهيباك إلى فالينسيان على سبيل الإعارة لموسم 2013-2014 وشارك معهم في 19 مباراة أحرز خلالها هدفين.

## مسيرته الدولية
باهيباك هو شاب أصبح فرنسي دولي بعد أن لعب أول مباراة دولية على مستوى تحت 16 سنة وتحت 18 سنة. مع فريق تحت 16 عاما، التي جاءت في مباراة ودية للفريق ضد جمهورية ايرلندا مارس 2009. [2] فشل باهيباك في لعب أي مباراة دولية على مستوى تحت 17 عاما تحت قيادة المدرب غاي فيرير.ولكن بعد ان تم استبدال فيرير مع كبير مساعدي مدرب المنتخب الوطني السابق بيار مانكووسكي لموسم 2010-11، تم استدعائه إلى صفوف المنتخب تحت 18 سنة للمشاركة في طبعة 2010 منتورنوي دي ليموج ليكون بمثابة بديل للاعب يايا سانوجو. [2] وفي مباراة الفريق الأولى ضد اليونان، سجل باهيباك هدفين وساعد منتخب بلاده في الفوز بنتيجة 4-1. [20] وفي المجموعة القادمة كانت مباراة الفريق ضد روسيا، وسجل الهدف الأول في فوز فريقه بنتيجة 2-0 . [21]
وهو ايضاً مؤهل للعب مع منتخب الكاميرون!

## روابط خارجية
- جيان كريستوف باهيباك على موقع الاتحاد الدولي (مؤرشف)  (الإنجليزية)
- جيان كريستوف باهيباك على موقع الاتحاد الأوربي (الإنجليزية)
- جيان كريستوف باهيباك على موقع رابطة كرة القدم الفرنسية للمحترفين (الإنجليزية)
- جيان كريستوف باهيباك على موقع إي إس بي إن إف سي (الإنجليزية)
- جيان كريستوف باهيباك على موقع قاعدة بيانات كرة القدم.إي يو (الإنجليزية)
- جيان كريستوف باهيباك على موقع ليكيب (الفرنسية)
- جيان كريستوف باهيباك على موقع Soccerbase.com (لاعب) (الإنجليزية)
- جيان كريستوف باهيباك على موقع Soccerway.com (الإنجليزية)
- جيان كريستوف باهيباك على موقع عالم كرة القدم.نت (الإنجليزية)
- جيان كريستوف باهيباك على موقع كووورة